# رماد إلى رماد (مسرحية)
رماد إلى رماد:خمس مسرحيات (Ashes to Ashes) هي مسرحية من فصل واحد كتبها الكاتب المسرحي البريطاني هارولد بنتر عام 1996. تعد من أعماله المتأخرة التي تتسم بالطابع الرمزي والمواضيع النفسية والسياسية. ترجمها إلى العربية محمد عبد إبراهيم، ونشرت عن دائرة الثقافة والإعلام بالشارقة عام 2006.

## العرض الأول والإنتاج
قُدمت المسرحية لأول مرة باللغة الهولندية من قبل فرقة تونيلغروب أمستردام ضمن موسم 1996–1997، من إخراج تيتوس ميزيلار.أما العرض الأول باللغة الإنجليزية فقد قُدم من قبل مسرح رويال كورت في "مسرح السفراء" بلندن بتاريخ 12 سبتمبر 1996، من إخراج الكاتب نفسه هارولد بنتر، وبطولة ستيفن راي في دور "دفلن" وليندسي دنكان في دور "ريبيكا".

### أبرز العروض الأخرى
- نيويورك (1999): من إخراج كاريل رايس، بطولة ديفيد ستريثيرن وليندسي دنكان.[3]
- باريس (1998): إخراج هارولد بنتر، بطولة كريستين بواسون ولامبرت ويلسون.[4]
- عرض خاص – روما (2017): بطولة إيزابيل أوبير وجيريمي آيرونز بمناسبة "جائزة أوروبا المسرحية".

## الشخصيات والزمكان
- دفلن: رجل في الأربعينيات من عمره، يبدو في موقف المستجوب أو المعالج أو الزوج.
- ريبيكا: امرأة في الأربعينيات، تروي ذكريات مضطربة ومشاهد تشبه الحلم.
- الزمان: مساء صيفي مبكر، غير محدد بدقة، لكن المسرحية تدور في الحاضر.
- المكان: غرفة معيشة في منزل ريفي.

## نبذة
تبدأ المسرحية بحوار غامض بين "دفلن" و"ريبيكا"، يتدرج من الأسئلة اليومية إلى استجواب يتخلله العنف النفسي والرمزي. تتحدث ريبيكا عن "عشيق" له طابع سلطوي، تصفه بأنه يعمل مرشدًا سياحيًا ويقود الناس إلى الموت. في أحد المشاهد، تقول:"كان يذهب إلى محطة القطار، وينتزع الأطفال من أذرع أمهاتهم الصارخات."ويرى عدد من النقاد أن المسرحية تتناول ذاكرة المحرقة النازية بطريقة رمزية، حيث تتماهى ريبيكا مع ضحايا الهولوكوست وتروي مشاهد من معسكرات الترحيل والموت.في نهاية المسرحية، تروي ريبيكا، بصيغة المتكلم، مشهدًا تسير فيه مع حشود نحو البحر، حاملة طفلًا:"أخذت طفلي ولففته بشالي... أي طفل؟ لا أعرف عن أي طفل."هذا التشظي في الهوية والذاكرة يجعل المسرحية تجسيدًا للصدمة والإنكار.أهم موضوعات المسرحية هي الهوية والذاكرة حيث تتحدث ريبيكا عن نفسها بضمير الغائب ثم تنتقل إلى ضمير المتكلم، مما يعكس اضطراب الذاكرة والهوية بعد الصدمة.العنف السياسي والجنسيفنجد الرجل الذي تتحدث عنه ريبيكا يرمز إلى السلطة الذكورية والفاشية، في استعارة تجمع بين الهيمنة الأبوية والعنف السياسي.